# Edifici Apartsol
L'Edifici Apartsol és una obra del municipi de Roses (Alt Empordà) inclosa en l'Inventari del Patrimoni Arquitectònic de Catalunya.Situat a l'oest del nucli urbà de la població, a la zona coneguda com a Santa Margarida, a l'avinguda de Port Reig.

## Descripció
Es tracta d'un edifici aïllat plurifamiliar de planta rectangular, que consta de planta baixa més quatre plantes pis, amb la coberta plana. Interiorment, segueix la distribució de quatre apartaments per planta. De l'exterior destaquen les dues façanes més longitudinals. Les dues portes d'accés a l'edifici es troben a la façana nord, la qual es troba ordenada simètricament seguint els eixos verticals que marquen les obertures, les quals es troben agrupades en grups de dos. Les finestres d'obertura rectangular es troben cobertes amb lamel·les blanques, a manera de persianes, en canvi, les d'obertura quadrada presenten uns grans plafons de rajoles de ceràmica vidrada marró, per sota de línia dels ampits. La resta de parament de la façana deixa el ciment vist. Pel que fa a la façana sud, cal dir que està formada per les terrasses dels apartaments, les quals també es troben cobertes amb proteccions solars de lamel·les blanques.

## Història
L'edifici fou projectat per l'arquitecte Lluís Marés i Feliu i s'enquadra dintre de l'estil arquitectònic del brutalisme. Aquest estil típic de les dècades del 50 al 70 consisteix bàsicament, en construccions de grans edificis, com universitats, hospitals, administracions públiques, etc, on el material predominant és el ciment.
Els primers indicis d'aquesta arquitectura foren inspirats pels treballs de l'arquitecte suís Le Corbusier (en particular el seu edifici de la Unité d'Habitation) i el treball de Ludwig Mies van der Rohe. Els edificis estan composts de grans estructures en forma de bloc, elements geomètrics i simètrics, formes repetitives, i ciment sense decorar. A més, els elements estructurals de l'edificació mai no s'amaguen, fins i tot s'exageren i es ressalten.